# Donald W. Forsyth
Donald W. „Don“ Forsyth (* 1949) ist ein US-amerikanischer Geophysiker und Seismologe. Er ist Professor emeritus an der Brown University.
Forsyth erwarb 1969 am Grinnell College einen Bachelor in Physik und 1974 am Massachusetts Institute of Technology und der Woods Hole Oceanographic Institution mit der Arbeit Anisotropy and the structural evolution of the oceanic upper mantle bei Frank Press einen Ph.D. in Geophysik. Als Postdoktorand arbeitete er am Lamont-Doherty Geological Observatory, bevor er 1977 an der Brown University in Providence, Rhode Island, eine Professur für Geowissenschaften erhielt. Von 1993 bis 1999 stand er der Abteilung als Chair vor.
Forsyth befasst sich mit mariner Geophysik und Seismologie. Er erforscht die physikalischen Eigenschaften tektonischer Platten, das Wesen der Konvektion im oberen Erdmantel und die Prozesse, die neue ozeanische Erdkruste am mittelozeanischen Rücken entstehen lassen. Mittels zahlreicher Seismometer auf dem Meeresgrund und an Land untersucht er seismische Geschwindigkeitsstrukturen und die Anisotropie von Lithosphäre und Asthenosphäre, um damit Unterschiede in Temperatur, Zusammensetzung und Strömungsmustern aufzudecken, die mit der Mantelkonvektion und Alterung tektonischer Platten zusammenhängen.
Forsyth hat laut Google Scholar einen h-Index von 68, laut Datenbank Scopus einen von 52 (Stand jeweils Oktober 2022). Er ist mit Roberta Ryan verheiratet.

## Auszeichnungen
- 1977 Sloan Research Fellow[3]
- 1982 James B. Macelwane Medal der American Geophysical Union[4]
- 1988 Guggenheim-Stipendium[5]
- 2006 Mitglied der National Academy of Sciences[6]
- 2010 Mitglied der American Academy of Arts and Sciences[7]
- 2015 Arthur L. Day Medal der Geological Society of America[8]
- 2017 Maurice Ewing Medal der American Geophysical Union[9]